# Spása
Spása (z praslovanského *sъpasti chránit stádo; lat. salus nebo pozdější salutare, řec. σωτηρία sótéría) označuje záchranu, původně jak časnou (dočasnou, z každodenní životní zkušenosti, být zachráněn např. od nepřítele apod.), tak nadpřirozenou (náboženskou, věčnou). Teologická nauka o spáse se nazývá soteriologie.
Náboženská spása může být chápána jednak negativně jako spása „od“, nebo pozitivně jako spása „pro“.
- V prvním případě se jedná o spásu od něčeho, co člověka sužuje, co mu hrozí. Každé náboženství to definuje trochu jinak, ale zpravidla se jedná především o bolest, utrpení, smrt. Součástí výkladu spásy je tedy zároveň hrozba.
- V pozitivní definici pak je kladen důraz nikoli na to, od čeho jsme spaseni, ale co spásou získáváme. Může se – opět v závislosti na náboženské tradici – jednat o nebe, ráj, nirvánu, věčný život, společenství s Bohem apod.

Ne všechna náboženství mají rozvinutý pojem spásy.

## Křesťanství
V křesťanském učení je dárcem spásy Bůh, spásou je pak dar Boží milosti, který se projevuje věčným životem a společenstvím s Bohem, které nepřichází až po smrti nebo po konečném vzkříšení, ale na němž spasení mají podíl již nyní. Prostředníkem (jediným a dokonalým) je Ježíš Kristus, dokonalý Bůh, který se vtělil, tj. stal se dokonalým člověkem, žil náš život, trpěl, zemřel a byl pohřben. Křesťané věří, že byl vzkříšen a že se stal prvorozeným z těch, kdo vstali z mrtvých. Tím dokonal spásu. Každý člověk může tuto spásu, která je nabídnuta všem, přijmout, pokud uvěří v Krista a v Boží lásku v něm zjevenou. Místem přijetí spásy par excellence je křest, který se stává v křesťanském pojetí podílem (účastí) na Kristově smrti a jeho vzkříšení. Po křtu již člověk žije věčným životem, dosáhl spásy. V jiném smyslu však se dá říct, že člověk spásy plně dosahuje až po vzkříšení, kdy bude moci naplno prožívat Boží přítomnost.
V křesťanství se objevilo několik druhů chápání podstaty Kristovy spásy.
1. Spásu nám Kristus přinesl svým učením. Jedná se o tzv. gnozi. Podle tohoto starého křesťanského učení (jedné z prvních křesťanských herezí) spása spočívá v poznání tajemných skutečností, které nám Kristus zjevil; Kristovo vtělení, život a smrt jsou jen druhotné a pro vlastní spásu bezvýznamné. Toto učení nebylo křesťanskými církvemi přijato, nicméně se v průběhu dějin objevuje znovu a znovu.
2. Spásu nám Kristus přinesl svou smrtí na kříži. Jedná se převážně o teologii západní. Hřích, příčina bolesti a smrti, je chápán jako urážka Boží, Kristova smrt pak je zástupnou obětí, kterou Kristus usmířil svého Otce a ospravedlnil nás. To je chápáno jako předpoklad a jediný důvod lidského spasení a další věci, jako skutky víry, přicházejí až po tomto Kristově činu. Tento pohled se nazývá spasení pouhou milostí (sola gratia) a byl rozvinut zejména v luterství.
3. Spásu nám Kristus přinesl svým vtělením. Jedná se převážně o východní teologii. Platí zde stará formulace: Kristus (Bůh) se stal člověkem, aby se člověk mohl stát bohem. Kristova smrt a pohřeb jsou jen extrémními důsledky tohoto vtělení – jen tak se Kristus stal dokonalým, opravdovým člověkem. Kristus svým vtělením přinesl možnost zbožštění člověka, možnost obnovy jeho společenství s Bohem, které svým hříchem ztratil.
4. Sv. Cyprián je autorem výroku "Mimo církev není spásy" (lat. Extra ecclesiam nulla salus). I v samotné katolické církvi však zaznívají různé pohledy, jak ukázala třeba kauza katolického spisovatele a jezuity Leonarda Edwarda Feeneyho.[1]

### Verše zBiblehovořící o spáse
(všechny citace z ekumenického překladu)
- Vyznáš-li svými ústy Ježíše jako Pána a uvěříš-li ve svém srdci, že ho Bůh vzkřísil z mrtvých, budeš spasen. (Římanům 10,9)
- Neboť Bůh tak miloval svět, že dal svého jediného Syna, aby žádný, kdo v něho věří, nezahynul, ale měl život věčný. (Jan 3,16)
- Ukázala se Boží milost, která přináší spásu všem lidem. (Titovi 2,11)
- Ježíš řekl: „Já jsem ta cesta, i pravda, i život. Žádný nepřichází k Otci než skrze mne.“ (Jan 14,6)
- To je dobré a vítané u našeho Spasitele Boha, který chce, aby všichni lidé byli zachráněni a přišli k poznání pravdy. (1.Timoteovi 2,3-4)
- Nyní však není žádného odsouzení pro ty, kteří jsou v Kristu Ježíši. (Římanům 8,1)
- Neboť toto praví Panovník Hospodin, Svatý Izraele: „V obrácení a ztišení bude vaše spása, v klidu a důvěře vaše vítězství. Vy však nechcete, …“ (Izajáš 30,15)
- Kdo má Syna, má život; kdo nemá Syna Božího, ten život nemá. Toto píšu vám, kteří věříte ve jméno Syna Božího, abyste věděli, že máte věčný život. (1. list Janův 5, 12)---

### Jiné citace o spáse
- | „                                   | Dokážeme přijmout boha, který se stal člověkem, aby spasil lidstvo, ale ne člověka, který se stal bohem, aby spasil sám sebe. | “ |
| — Vernon Linwood Howard (1918–1992) | |   |